# طريق خراسان
طريق خُراسان العظيم والمعرُوف اختصارًا طريق خُراسان، هو الطريق الرئيسي الكبير الذي يربط بلاد الرَّافدين بمنطقة الهضبة الإيرانيَّة ومن ثم إلى آسيا الوسطى، والصين، ووادي السند. وهي موثقة بشكل جيد في العصر العباسي، عندما كانت تربط قلب العاصمة بغداد بمنطقة خُراسان.

## تاريخ
تشير الاكتشافات الأثرية إلى أن الطريق كان مستخدمًا بشكل منتظم في الألفية الثالثة قبل الميلاد، وكان يربط آسيا الوسطى ببلاد ما بين النهرين. خلال الفترة الإسلاميَّة، كان الطريق يشكل الجزء الشرقي من الخلافة العبَّاسية وما بعدهم، ليكون منطقة وصل هامَّة بين مُختلف الولايات الشرقيَّة نحو العاصمة العبَّاسيَّة بغداد.

## المسار
ربما يكون طريق خراسان أفضل طرق الدولة العباسية توثيقًا، فهو لم يتم وصفها بالتفصيل من قبل ابن رسته فحسب، بل يشير إليها معظم الجغرافيين المسلمين الآخرين مثل قدامة بن جعفر وابن خرداذبة ويعطون مسافات على امتداداتها المختلفة في أعمالهم. يبدأ الطريق من باب خراسان من الجانب الشرقي للعاصمة العبَّاسيَّة بغداد، ويخرج من المدينة عند باب خراسان الثاني شرق بغداد. ومن ثم يتوجه إلى النهروان ثم دير بازما، ثم الدسكرة، ثم جلولاء، ثم خانقين، ثم قصر شيرين، ثم حلوان، ثم عقبة حلوان، ثم ماذرواستان، ثم مرج القلعة، ثم قصر يزيد، ثم الزُّبيديَّة، ثم خشكاريش، ثم قصر عمرو، ثم قرميسين، ثم شبداز، ثم يسرة، ثم الدَّكَّان، ثم إما يتوجه نحو نهاوند وأصبهان، من كور ولاية الجبال.
وفي حال الوصول إلى كرمنشاه استمر الطريق إلى همدان وسيفاه، واتجه شمالاً إلى الري، ومن هناك مر شرقاً إلى قوميس. كان الطريق هو شريان الحياة الرئيسي لمدينة قميس، وكانت معظم بلدات المحافظة تقع على طول مساره: خوار، قصر أو قرية الملح ("قلعة الملح")، رأس الكلب، يمكن التعرف عليه باسم لاسجيرد، سمنان، دمغان، الحدادة أو مهمان تراب، وبسطام. وقرب بسطام عند قرية بدهش دخل الطريق إلى خراسان.

خريطة الطريق من الري إلى نيسابور، مع المسافات بالفاراسخ

أول مستوطنة بعد بغداد كانت النهروان أو جسر النهروان (جسر النهروان) نسبة إلى قناة النهروان الكبرى التي كانت تمر بها. وفي العصر العباسي كانت مزدهرة، لكنها هجرت وسقطت خرابا عندما تحرك الطريق شمالا إلى بعقوبة. وكانت المنطقة المحيطة تعرف باسم طريق خراسان نسبة إلى طريق خراسان.  كانت المدينة التالية تُعرف باللغة العربية باسم دسكارة الملك ("دسكارة الملك ")، وتم تحديدها على أنها دستاجيرد من العصر الساساني . ثم تبعها جلولاء ، التي كان بالقرب منها جسر كبير من العصر الساساني يعبر نهر ديالى، وخانقين ، أيضًا موقع جسر رئيسي، وقصر جيرين ، "قلعة شيرين "، التي سميت على اسم زوجة الشاه الساساني خسرو الثاني .  وفي حلوان ، خرج الطريق من سهل بلاد ما بين النهرين ودخل إلى جبال زاغروس وإقليم جبال .  استمر الطريق إلى ماداروستان وخرج أخيرًا من ممر حلوان عند بلدة كيريند وقرية خوشان. ثم اتبعت تازار أو قصر يزيد والزبيدية، حيث اتجه الطريق شرقا نحو كرمنشاه عبر سهل مايدشت أو ماهيدشت . ويسجل الجغرافيون المسلمون في معظم هذه المواقع وجود بقايا قصور ساسانية. 

خريطة خراسان وما وراء النهر في العصر الإسلامي المبكر

بعد دخول خراسان، انقسم الطريق إلى قسمين: فرع شمالي، يُسمى أيضًا "طريق القوافل"، يؤدي إلى جاجارم، ومن ثم عبر أزادوار إلى نيسابور، وفرع جنوبي أقصر أو "طريق البريد" على طول حافة دشت- صحراء كافير، عبر أسد أباد، بهمن أباد أو مازينان، وسبزوار، مرة أخرى إلى نيسابور. وبعد وقت قصير من نيسابور، عند قصر الريح ("قلعة الريح")، انقسم الطريق مرة أخرى إلى فرعين يؤديان إلى الجنوب الغربي والشمال الشرقي. أدى الفرع الجنوبي الغربي إلى هرات، ومن هناك تفرع أكثر، مع الطرق المؤدية شرقًا إلى غور، أو عبر أفوزار وفرح جنوبًا إلى زرنج في سجستان. ويؤدي الفرع الشمالي الشرقي من الطريق الرئيسي من قصر الريح عبر مشهد وطوس ومزدران وسراخس إلى مرو الشاهجان ومرو الروذ. ومن مرو الشاهجان استمر الطريق حتى عبور نهر جيحون عند أمول ثم إلى بخارى وسمرقند. من مرو الروذ، اتجه فرع جنوبًا إلى هرات، بينما اتجه آخر شمال شرقًا إلى بلخ ، وكذلك عبر نهر أوكسوس، إلى ترمذ، حيث تفرع إلى طرق مختلفة إلى مناطق ساغانيان وخطال، بينما اتجه فرع آخر غربًا إلى بخارى. وسمرقند. ومن أمول، كان هناك فرع آخر يمتد أيضًا على طول الضفة الجنوبية لنهر جيحون إلى خوارزم وبحر آرال. ومن سمرقند، كان الطريق يعبر نهر سُغد ويؤدي إلى بلدة زامين في أشروسنة، شرق العاصمة المحلية بونجيكاث. هناك ينقسم الطريق مرة أخرى، حيث يؤدي أحد الفروع شمالًا إلى شاش والمجرى السفلي لجاكسارتيس ، والآخر شرقًا إلى المجرى العلوي لجاكسارتيس ووادي فرغانة والصين.

## أنظر أيضا
- الطريق الملكي
- طريق الحرير